# Hiroyuki Kobayashi (baseball)
Pour le footballeur japonais, voir Hiroyuki Kobayashi (football).
Hiroyuki Kobayashi (小林 宏之, Kobayashi Hiroyuki, né le 4 juin 1978 à Sōka, Saitama, Japon) est un lanceur droitier de baseball. Il évolue pour les Chiba Lotte Marines et les Hanshin Tigers du Championnat du Japon de baseball (NPB).

## Carrière
Kobayashi joue de 1998 à 2010 pour les Chiba Lotte Marines de la Ligue Pacifique, avec qui il remporte les Japan Series à sa dernière saison pour le club. En 2011, il évolue pour les Hanshin Tigers de la Ligue centrale japonaise.
Il aide l'équipe du Japon à remporter en 2006 la toute première Classique mondiale de baseball.
En janvier 2013, Kobayashi, 34 ans, décide de tenter sa chance aux États-Unis dans la Ligue majeure de baseball et signe un contrat avec les Angels de Los Angeles. Il est cependant libéré de ce contrat durant le camp d'entraînement des Angels en mars.